# Takuya Muguruma
Takuya Muguruma (六車 卓也, Muguruma Takuya) est un boxeur japonais né le 16 janvier 1961 à Osaka.

## Carrière
Passé professionnel en 1981, il devient champion du Japon des poids super-coqs en 1983 puis remporte le titre vacant de champion du monde des poids coqs WBA le 29 mars 1987 après sa victoire par KO au 5e round contre Azael Moran. Muguruma perd son titre dès le combat suivant face à Park Chan-yong le 24 mai 1987 et fait match nul contre Wilfredo Vazquez le 17 janvier 1988. Il met un terme à sa carrière de boxeur professionnel la même année après un autre revers contre Juan Jose Estrada sur un bilan de 26 victoires, 3 défaites et 2 matchs nuls.